# Aureville
Aureville ist eine südfranzösische Gemeinde mit 1.022 Einwohnern (Stand: 1. Januar 2022) im Département Haute-Garonne in der Region Okzitanien (vor 2016 Midi-Pyrénées). Sie gehört zum Arrondissement Toulouse und zum Kanton Castanet-Tolosan. Die Einwohner werden Aurevillois genannt.

## Geographie
Aureville liegt etwa 13 Kilometer südlich von Toulouse und gehört dem 2001 gegründeten Gemeindeverband Sicoval an. Nachbargemeinden von Aureville sind Lacroix-Falgarde im Norden und Nordwesten, Vigoulet-Auzil im Norden, Mervilla im Nordosten, Rebigue im Osten, Corronsac im Osten und Südosten, Espanès im Südosten, Clermont-le-Fort im Süden und Südwesten sowie Goyrans im Westen.

## Bevölkerungsentwicklung
| Jahr          | 1962 | 1968 | 1975 | 1982 | 1990 | 1999 | 2006 | 2017 | 2019 |
| ------------- | ---- | ---- | ---- | ---- | ---- | ---- | ---- | ---- | ---- |
| Einwohner     | 168  | 171  | 241  | 372  | 455  | 540  | 684  | 899  | 921  |
| Quelle: INSEE |      |      |      |      |      |      |      |      |      |

## Sehenswürdigkeiten
- Kirche Saint-Pierre

## Persönlichkeiten
- Kléber Haedens (1913–1976), Schriftsteller
- Jean-François-Joseph Rochechouart de Faudoas (1708–1777), Bischof von Laon und Kardinal